# ミッケル・ドゥールン
ミッケル・ドゥールン（デンマーク語: Mikkel Duelund、1997年6月29日 - ）は、デンマークのサッカー選手。ポジションはFW。

## クラブ歴
オーフスに生まれ、地元のオーフスGFの下部組織でサッカーを始めた。その後FCミッティランの下部組織に移り、2013年にPSVアイントホーフェンのトライアルに参加したが、ミッティランに残留した。2014年にはガーディアン紙のNext Generationの40人のうちの一人として取り上げられた。またU-19チームでも得点王および年間最優秀選手賞に輝き、またクラブもタイトルを手にした。この功績からトップチームに昇格、2015年3月の試合でペッテル・アンデションに代わって途中出場し、デンマーク・スーペルリーガ初出場を記録、同シーズンにミッティランはリーグ制覇したため、早くもトップチーム初タイトルとなった。UEFAチャンピオンズリーグ　2015-16　予選のリンカーン・レッド・インプスFC戦でUEFA主催試合初出場初得点を記録した他、UEFAヨーロッパリーグ 2015-16でも出場した。2016-17シーズンには歴代7位の若さでリーグ10得点を達成した。2018年3月に100試合出場を達成、この試合でも1得点を決めており、2-1の勝利に貢献している。
2018年8月31日にFCディナモ・キーウに完全移籍。2021年6月22日、NECナイメヘンにシーズン終了までのレンタルで移籍。

## 代表歴
2017年6月に19歳ながらUEFA U-21欧州選手権2017に参加し2得点を記録。またUEFA U-21欧州選手権2019にも参加した。
2018年1月15日、ヨルダン代表との親善試合でA代表初出場し、得点も記録した。

## タイトル
FCディナモ・キエフ
- ウクライナ・スーパーカップ：2019, 2020
- ウクライナ・プレミアリーグ：2020-21
- ウクライナ・カップ：2019-20, 2020-21